# Lex Ursonensis
La Lex Ursonensis o Lex Coloniae Inmunis Genetivae Juliae Urbanorume era una llei reguladora de la colònia romana Genetiva Iulia, situada a la Hispània romana. La Ursonensis era, a més a més, una «Lex data», és a dir, donada pel magistrat, prèviament autoritzat per fer-ho.
Aquesta llei es conserva en unes taules trobades a Osuna (antiga Ursina o Urso) a la fi del segle xix (bronzes d'Osuna), i en onze fragments trobats a El Rubio a començaments del segle xx. Es troben al Museu Arqueològic Nacional d'Espanya, a Madrid amb el número d'inventari 16736.

## Marc històric
Després de les lluites entre Juli Cèsar i Gneu Pompeu Magne, durant el període republicà, aquell va decidir fundar a Ursina una colònia de ciutadans, anomenada Genetiva Iulia en honor de la deessa Venus Genetrix, protectora de la gens Iulia, a la qual pertanyia el propi Cèsar.
La llei va ser promulgada per Marc Antoni l'any 44 aC., i és molt possible que derivi d'un conjunt de projectes legislatius portats a terme per Juli César per unificar el règim de les colònies i els municipis i que va deixar sense acabar en ésser assassinat.

## Lleis de colònies i de municipis
A Hispània hi havia dues lleis fonamentals: 
- La Lex Ursonensis, de caràcter colonial.
- La Lex Flavia Municipalis, tipus de llei de caràcter municipal del que pot ser un exemple la Lex Flavia Malacitana.

Les lleis ordenadores de colònies i municipis van ser leges datae, és a dir, donades directament per un magistrat autoritzat per fer-ho pels Comicis romans en virtut d'una llei comicial. Fins i tot conservant-se d'altres lleis de fora d'Hispània, es pot afirmar que els textos trobats a la península Ibèrica constitueixen una font bàsica per al coneixement d'aquest vast fenomen que va ser la romanització jurídica provincial.

## Etapes de confecció de laLex Ursonensis
- 1. La redacció del projecte per part de Juli Cèsar.
- 2. La datio de la llei per part de Marc Antoni.
- 3. L'enregistrament material dels bronzes d'Osuna.

Els bronzes conservats al museu Arqueològic Nacional, són una reedició posterior del text original de Marc Antoni, i daten de l'últim terç del segle i, amb la peculiaritat que tot el text està interpolat. Encara que és molt difícil precisar de qui i de quan són les interpolacions, es creu possible que ja Marc Antoni hagués modificat el projecte de Cèsar; però també, que d'altres interpolacions siguin ulteriors.
De la «Llei d'Urso» o Lex Ursonensis es conserven ara una mica més de 50 capítols referents a la vida municipal, dels 142 que es creu que en tenia.

## Contingut de la llei
Tracta de molt diverses qüestions de règim local:
- Magistrats
- Funcionaris
- Ingressos de la colònia: Arrendaments públics (Vectigàlia), multes per faltes de pagament, etc.
- Col·legis sacerdotals de pontífexs i d'àugurs
- Dret processal
- Obres públiques: 
  - Sistemes de sanejaments
  - Carreteres i camins
  - Manteniment d'aigües públiques
  - Distribució de terrenys
- Policia interna
- Defensa militar
- Regulació viària
- Ritus funeraris, en aquest apartat es reprodueix la vella llei continguda a la «Llei de les XII Taules», en què es prohibia la cremació o la inhumació dintre de les muralles de la ciutat.